# 弗勒里 (加来海峡省)
弗勒里（法語：Fleury，法語發音：[flœʁi] ⓘ）是法国上法蘭西大區加来海峡省的一个市镇，属于阿拉斯区。

## 地理
弗勒里（50°25'19"N, 2°15'18"E）面积2.75 平方千米，位于法国上法蘭西大區加来海峡省，该省份为法国北部沿海省份，西北濒北海，南至索姆省，东临北部省。
与弗勒里接壤的市镇（或旧市镇、城区）包括：昂万、贝米库尔、蒙希卡约、皮埃尔蒙、特讷尔、泰努瓦斯河畔瓦夫朗、埃兰、埃尼库尔。

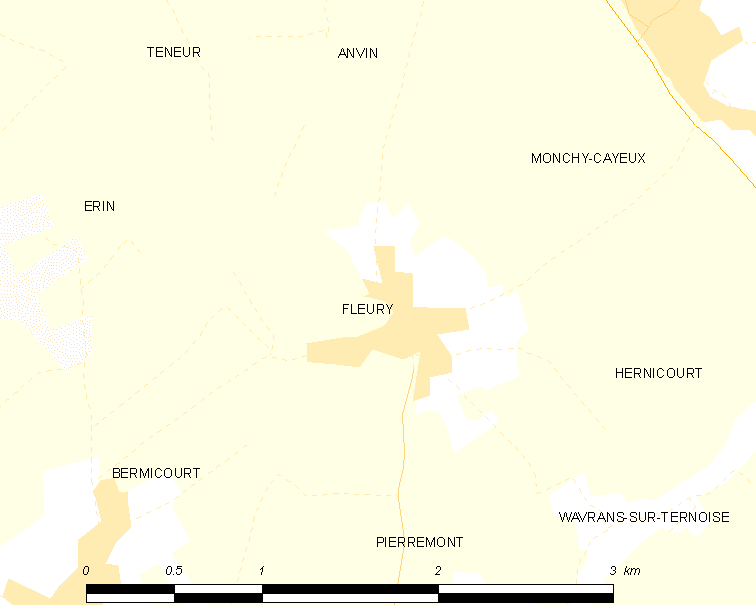
的OSM定位图

弗勒里的时区为UTC+01:00、UTC+02:00（夏令时）。

## 行政
弗勒里的邮政编码为62134，INSEE市镇编码为62339。

## 政治
弗勒里所属的省级选区为泰努瓦斯河畔圣波勒县。

## 人口

1962-2008年间人口变化图示

弗勒里于2022年1月1日时的人口数量为106人。